# 260-е годы до н. э.
260-е (две́сти шестидеся́тые) го́ды до на́шей э́ры по пролептическому юлианскому календарю — промежуток времени с 1 января 269 года до н. э. по 31 декабря 260 года до н. э., включающий с 269 по 261 годы 4-го десятилетия  и 260 год 5-го десятилетия III века 1-го тысячелетия до н. э. Им предшествовали 270-е годы до н. э., за ними следовали 250-е годы до н. э. Они закончились 2285 лет назад.

## Важнейшие события
- Первая Пуническая война (264—241 до н. э.).

### 270 до н. э.
- Консулы Гай Генуций Клепсина (плебей) и Гней Корнелий Блазион (патриций).
- Успешная война сиракузской армии Гиерона против мамертинцев.
- Гиерон II становится тираном Сиракуз.
- Римляне захватывают Регий.
- Феокрит сочиняет хвалебную оду Птолемею II и создаёт первые образцы буколической поэзии.
- Менипп Гадарский пишет свои сатиры.
- Армия царства Цинь начала наступление на город Яньюй (на западе уезда Уань провинции Хэбэй), принадлежавший царству Хань, самому маленькому и слабому из «сражающихся царств», но была разбита прибывшим на помощь ханьцам войском царства Чжао во главе с полководцем Чжао Шэ[англ.].

### 269 до н. э.
- 269 — Консулы Квинт Огулний Галл (плебей) и Гай Фабий Пиктор (патриций). Цензоры Луций Эмилий Барбула (патриций) и Квинт Марций Филипп (плебей).
- 269 — Риму окончательно подчинён Самниум. В Италии введена единая монетная система.

### 268 до н. э.
- 268 — Консулы Публий Семпроний Соф (плебей) и Аппий Клавдий Русс (патриций).
- Начало 260-х годов — Александр Эпирский в союзе с этолийцами завоевал Акарнанию. Этоляне получили её восточную часть, Эпир — западную.
- Аристарх Самосский разрабатывает гипотезы о гелиоцентрической структуре мира.

### 267 до н. э.
- 267 — Консулы: Марк Атилий Регул (плебей[1]) и Луций Юлий Либон (патриций[2][3]); курульный эдил: Квинт Фабий[4]; плебейский эдил: Гней Апроний[5][6][7].
- 267 — Завершение завоевания Римом Южной Италии. Учреждение четырёх италийских квесторов. Организация управления флотом улучшена и расширена.
- 267—261 — Хремонидова война. Союз греческих городов во главе с Афинами и Спартой при поддержке Египта выступает против Македонии.

### 266 до н. э.
- 266 — Консулы Децим Юний Пера (плебей) и Нумерий Фабий Пиктор (патриций).
- Ашока, император Маурьев, принимает буддизм.

- Середина 260-х годов — Власть Карфагена распространяется на западную часть побережья Северной Африки, Южную Испанию, часть Сицилии, Корсику, Сардинию и Балеарские острова. Дружественные отношения с Египтом и Киреной.
- 260-е годы — Союз Пергама с Египтом против Селевкидов. Египет укрепляет свои позиции в Малой Азии.
- 260-е годы — Кровопролитная война царств Цинь и Чжао. Войска Чжао потеряли убитыми 450 тыс. чел., а Цинь — 250 тыс. Разгром Чжао. Лишь с помощью войск Чу и Вэй Чжао удерживает столицу Ханьдань.

### 265 до н. э.
- 265 — Консулы Квинт Фабий Максим Гургит (младший) (патриций) и Луций Мамилий Витул (плебей). Цензоры Гней Корнелий Блазион (патриций) и Гай Марций Рутил Цензорин (плебей). Граждан насчитано 282.234 человека.
- Ок.265 — Граждане Сиракуз избрали тираном полководца Гиерона.
- Ок.265-215 — Тиран Сиракуз Гиерон II (ок.306-215).
- 265 [Полибий. I.10] — Гиерон осадил Мессану. Мамертинцы послали в римский сенат просьбу принять их в италийский союз. Народное собрание Рима приняло предложение. К Гиерону направлено требование прекратить войну, в Карфаген — посольство потребовать объяснений по поводу происшествий под Тарентом. Карфагеняне повели уклончивые переговоры.
- 265 — Против Антигона восстали галатские наёмники. Антигон разгромил их у Мегар и почти полностью истребил. Антигон осадил Афины. Спартанцы старались оказать афинянам помощь, но Арей отвёл назад войско под предлогом, что вышло все продовольствие. Антигон заключил с Афинами мир на условии, что введёт к ним гарнизон. Гибель Арея в битве под Коринфом.
- 265—262 — Царь Спарты из рода Агидов Акротат.
- 265 — Птолемей послал к берегам Греции флот. Флот Антигона одержал решающую победу над египетским флотом в битве при Косе.

### 264 до н. э.
- 264 [Полибий. I.11-15] — Консулы Аппий Клавдий Кавдекс (младший) (патриций) и Марк Фульвий Флакк (плебей).
- 264 — Первые гладиаторские бои в Риме (Децим Юний Брут устроил игры в память об умершем отце).
- Римлянами подавлено восстание вольсинийских рабов.
- 264, весна — Авангард римской армии во главе с Гаем Клавдием готовился сесть на суда в Регионе. Посредничеством карфагенян между Сиракузами и Мессаной заключён мир, карфагенский флот стоит в Мессане. Флот Клавдия поплыл к Мессане, но карфагеняне принудили римские суда вернуться. Со второй попытки римляне переправились в Мессану. В Мессане Клавдий созвал сходку, пригласил адмирала карфагенян и объявил его военнопленным. Адмирал приказал своим войскам очистить город. Карфагеняне казнили адмирала и объявили Риму войну.
- Началась 1 пуническая война.
- 264—241 — Первая Пуническая война.
- 264 — К Мессане явился сильный карфагенский флот Аннона (сына Ганнибала). Гиерон осадил Мессану с суши. Римляне переправили в Сицилию сильное войско и принудили снять осаду.
- 264 — Александр начал опустошение Македонии. Антигон возвратился из Греции и выступил против Александра. Солдаты Антигона перешли на сторону врага и тот потерял Македонию. Сын Антигона Деметрий вновь набрал войско и занял Македонию и Эпир. Александр бежал в Акарнанию, но вскоре был восстановлен на престоле по желанию эпиротов и с помощью союзников.
- 264 — Основание Никомедии, столицы Вифинии.
- 264 — царём Сирии стал Антиох II Теос, который начал своё правление огромной державы с династического брака: он женится на дочери Птолемея II Беренике.
- На Пропонтиде основан главный город древней Вифинии Никомедия (ныне Измит)
- Тимей ввёл счёт времени по Олимпиадам (датировка приблизительная)

### 263 до н. э.
- 263 [Полибий. I.16.1-17.5] — Консулы Маний Валерий Максим Мессала (патриций) и Маний Отацилий Красс (плебей). Диктатор (№ 71) Гней Фульвий Максим Центумал.
- 263 — Клавдий нанёс сильное поражение Ганнону и Гиерону под стенами Мессаны. Гиерон переходит на сторону Рима. Договор Гиерона с Римом. Римляне теснили карфагенян.
- 263—241 — Царь Пергама Эвмен I. Племянник Филетера. Заставил галатов отступить от моря вглубь страны.
- 263 — Антиох начинает войну с Эвменом.

### 262 до н. э.
- 262 [Полибий. I.17.6-19] — Консулы Луций Постумий Мегелл (патриций) и Квинт Мамилий Витул (плебей).
- 262 — Взятие римлянами после 6-месячной осады Акраганта.
- 262 — Акротат разбит тираном Аристодемом в битве при Мегалополе и погиб.
- 262—254 — Царь Спарты из рода Агидов Арей II. Родился после гибели отца. Его опекуном был Леонид, сын Клеонима.
- Пергам освобождается от империи Селевкидов

### 261 до н. э.
- 261 [Полибий. I.20] — Консулы Луций Валерий Флакк (патриций) и Тит Отацилий Красс (плебей).
- 261 — Карфагеняне с трудом удерживались в приморских крепостях, изредка делая вылазки. Карфагенский флот тревожил и опустошал берега Италии. Римляне (по образцу севшей на мель карфагенской пентеры) начинают создавать флот.
- 261 — Афины подвергнуты осаде и вынуждены сдаться Антигону. Победа Антигона над греческими полисами и закрепление гегемонии Македонии над Элладой.
- 261 (262) — Эвмен одерживает победу у Сард над армией Антиоха Сотера. Гибель Антиоха.
- 261—247 — Царь Селевкидов Антиох II Теос («Бог») (286—246). Сын Антиоха I. Женат на Лаодике.
- 261 — Ашока после кровавой войны завоевал царство калингов.